# Пролећна изложба УЛУС-а (2006)
Пролећна изложба УЛУС-а (2006), одржана у периоду од 11. до 30. маја 2006. године. Изложба је представљена у галеријском простору Удружења ликовних уметника Србије, односно у Уметничком павиљону "Цвијета Зузорић", у Београду. Уредница каталога и организаторка изложбе била је Наталија Церовић.

## Уметнички савет УЛУС-а
- Саво Пековић
- Никола Шиндик
- Надежда Марковић
- Тијана Фишић
- Срђан Вукајловић

## Излагачи
1. Ристо Антуновић
2. Ђорђе Арнаут
3. Срђан Арсић
4. Божидар Бабић
5. Тања Бабић
6. Новица Бабовић
7. Зоран Бановић
8. Барбериен
9. Алан Бећири
10. Мелита Бибер Нута
11. Мирослав Благојевић Цинцар
12. Миливоје Богатиновић
13. Оливера Богдановић Ступар
14. Марија Бојовић
15. Радомир Бранисављевић
16. Мирослава Брковић
17. Јелена Буторац
18. Миодраг Вартабедијан
19. Здравко Велован
20. Срђан Вељовић
21. Јармила Вешовић
22. Срђан Вукајловић
23. Марко Вукша
24. Мила Гвардиол
25. Иван Грачнер
26. Оливера Грбић
27. Звонко Грмек
28. Петар Делијевић
29. Мирјана Денков
30. Горан Десанчић
31. Пал Дечов
32. Миленко Дивјак
33. Лазар Димитријевић
34. Никица Дошановић
35. Стојанка Ђорђић
36. Татјана Ђурђевић
37. Диле Ђурагић Гига
38. Коста Ђурашинов
39. Сања Ждрња
40. Синиша Жикић
41. Ненад Зељић
42. Вељко Зејак
43. Јелена Илић
44. Јасмина Илић
45. Драган Ве Игњатовић
46. Момчило Јанковић
47. Милена Јокић
48. Душан Јуначков
49. Бранимир Карановић
50. Весна Кнежевић
51. Марија Кнежевић
52. Радомир Кнежевић
53. Жељко Комосар
54. Милан Крајновић
55. Јадран Крнајски
56. Зоран Кричка
57. Бранка Кузмановић
58. Олгица Лазаревић
59. Љубомир Лацковић
60. Предраг Лојаница
61. Ранка Марковић
62. Лидија Маринков
63. Јован Маринковић
64. Тања Мијаиловић
65. Весна Милуновић
66. Душан Миљуш
67. Срђан Милетић
68. Слађана Милинковић
69. Лепосава Милошевић Сибиновић
70. Магдалена Миочиновић Андрић
71. Милица Мицић
72. Александар Лека Младеновић
73. Миодраг Млађовић
74. Михаило Млинар
75. Драган Момиров
76. Жељка Момиров
77. Наташа Надаждин
78. Борислав Нановић
79. Тамара Недељковић Вукша
80. Борислава Недељковић Продановић
81. Љубица Николић
82. Снежана Николић
83. Александра Остић
84. Бојан Оташевић
85. Јосипа Пепа Пашћан
86. Душица Пејић
87. Михаило Петковић
88. Миодраг Мишко Петровић
89. Ана Пиљић Митровић
90. Стврос Поптсис
91. Шејма Продановић
92. Љубица Радовић
93. Симонида Радоњић
94. Горан Ракић
95. Милица Ракић
96. Слободанка Ракић Шефер
97. Тамара Ракић
98. Небојша Ракоњац
99. Драган Ристић
100. Кристина Ристић
101. Рада Селаковић
102. Биљана Стаменић
103. Вера Станарчевић
104. Драгана Станаћев
105. Игор Станисављевић
106. Драгана Станковић
107. Милорад Станојев Ширајски
108. Добри Стојановић
109. Небојша Стојковић
110. Нина Тодоровић
111. Станка Тодоровић
112. Томислав Тодоровић
113. Сања Томашевић
114. Јелица Ђулафић
115. Александра Ћосић Маринковић
116. Мирољуб Филиповић
117. Маријан Флоршиц
118. Љиљана Хиршл
119. Биљана Царић
120. Ана Церовић
121. Драган Чолаковић
122. Јелена Шалинић
123. Миле Шаула
124. Никола Шиндик
125. Емир Шкандро